# Eric Griffin (basket-ball)
Pour les articles homonymes, voir Griffin.
Eric Londery Griffin, né le 26 mai 1990 à Orlando en Floride, est un joueur américain de basket-ball.